# Gonzague Privat
Gonzague Privat est un artiste peintre, homme de lettres, artiste dramatique et critique d'art français né Louis Marie Numa Privat à Montpellier le 13 juillet 1843 et mort à Paris 10e le 30 novembre 1917.

## Biographie
Louis Marie Numa Privat, dit Gonzague Privat est né à Montpellier, fils d'Henri Marie Privat, homme de lettres, et de Bonne Rose Héloïse Latour. Élève d'Hippolyte Lazerges, il expose des portraits et scènes de genre au Salon à partir de 1874. Il exécute également un tableau de grande taille représentant Charles-Michel de L'Épée pour la salle d'honneur de l'Institution nationale des Sourds Muets. 
Il est l'auteur de critiques du Salon, dont Place aux jeunes, causeries critiques sur le salon de 1865.

## Vie privée
Gonzague Privat épouse Marie Louise Jeanne Lazerges, à Pamiers (Ariège) en 1871. Celle-ci lui donne un fils, Pierre Marie Gonzague Privat qui naît à Paris en 1880 où le couple est domicilié. Mais Gonzague Privat perd sa femme huit ans après la naissance de l'enfant, à Andilly (ancien département de Seine-et-Oise) ; elle n'a que quarante-cinq ans à son décès. Privat et son fils s'installent par la suite à Auvers-sur-Oise où ils sont recensés en 1906. En 1915, son fils qui vient de se marier en février participe à la Grande Guerre. Il est tué au combat quelques mois plus tard, en octobre de la même année. Revenu à Paris, Gonzague Privat y meurt deux ans après son fils.

## Œuvres
- Musée d'Elbeuf
  - Cavalier arabe, huile sur toile.
- Institut national des jeunes sourds
  - L’abbé de L’Épée instruisant ses élèves en présence de Louis XVI, huile sur toile.